# Man in an Orange Shirt
Man in an Orange Shirt là một bộ phim truyền hình Anh gồm hai phần của đài BBC. Nó được sản xuất bởi Kudos Film and Television và được công chiếu vào ngày 31 tháng 7 năm 2017 tại BBC One. Bộ phim kể về ba câu chuyện tình yêu của hai thế hệ trong một gia đình, những năm 1940 và năm 2017.
Vanessa Redgrave, Julian Morris, và Oliver Jackson-Cohen đóng vai chính, đạo diễn bởi Michael Samuels.  Kịch bản và ý tưởng đến từ tác giả bán chạy nhất người Anh Patrick Gale, người có lịch sử gia đình là cốt lõi tự truyện của cốt truyện. Bộ phim đã giành Giải Emmy Quốc tế 2018 cho Phim truyền hình hoặc Miniseries hay nhất.